# 施萊德巴赫河
50°26′57.99″N 6°41′23.96″E / 50.4494417°N 6.6899889°E
施萊德巴赫河（德語：Schleidbach），是德國的河流，位於該國西部，處於北萊茵-威斯特法倫州，屬於米爾海姆巴赫河的左支流，河道全長1.4公里，發源自布蘭肯海姆東北面。